# Воробьёвщина
Воробьёвщина (укр. Вороб'ївщина) — село на Украине, находится в Малинском районе Житомирской области.
Код КОАТУУ — 1823485503. Население по переписи 2001 года составляет 36 человек. Почтовый индекс — 11600. Телефонный код — 4133. Занимает площадь 0,336 км².
В районе села берёт начало река Болотная.

## Адрес местного совета
11614, Житомирская область, Малинский р-н, с. Морозовка